# Szabla polska

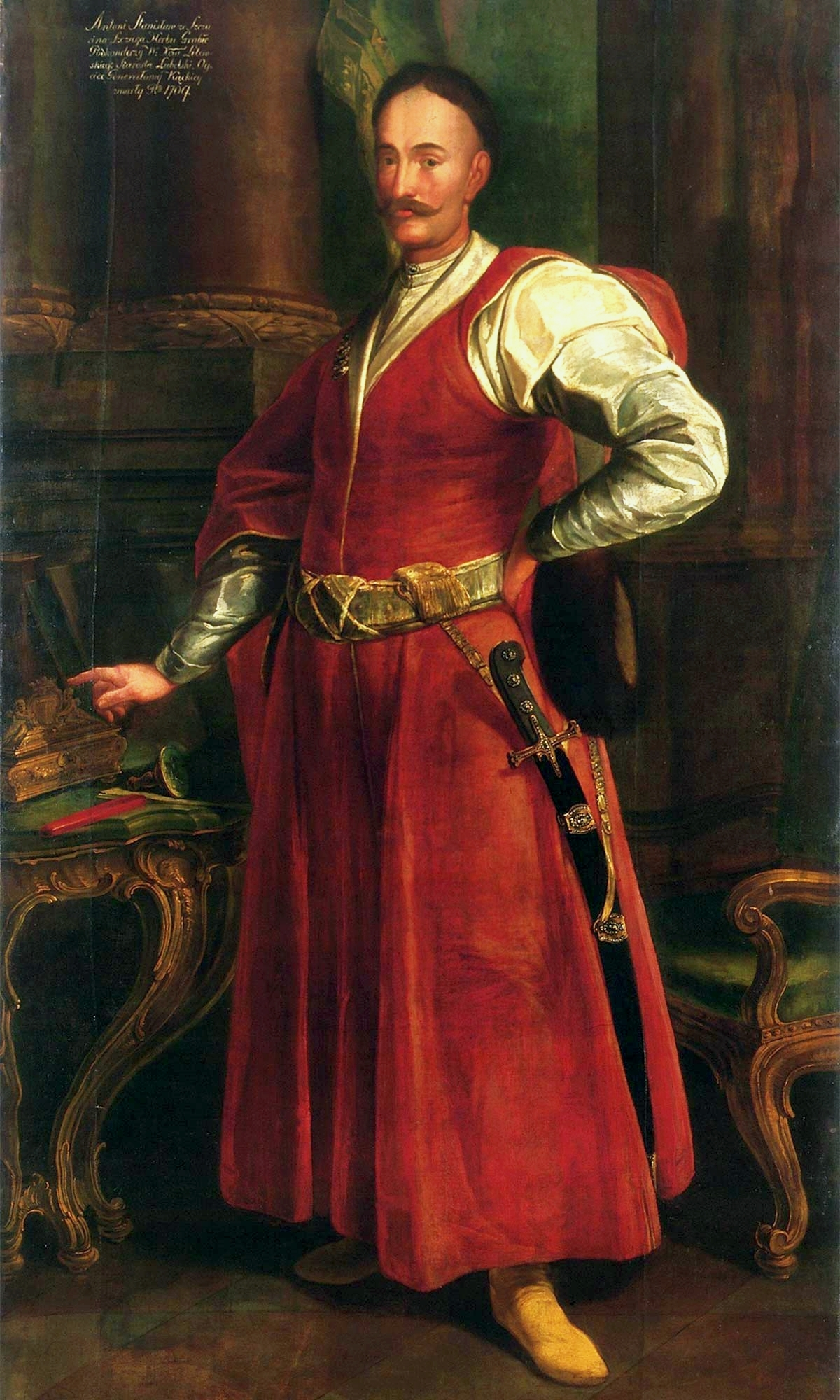
Polski szlachcic Stanisław Antoni Szczuka z karabelą

Szabla polska – określenie odnoszące się do różnych rodzajów szabel popularnie używanych i wytwarzanych w Polsce. Od XVI wieku broń ta zyskała ogromną popularność, co doprowadziło do powstania jej kultu jako jedynej broni godnej polskiego szlachcica. Przekonanie to stało się na tyle silne, że aż do XIX wieku szabla polska uważana była za symbol sarmatyzmu, tradycji i „starożytnego” pochodzenia szlachty polskiej.
Najstarszy typ szabli polskiej (szabla węgiersko-polska) pojawił się w okresie Rzeczypospolitej Obojga Narodów za panowania Stefana Batorego (II połowa XVI w.). Następnie popularność zaczęły zyskiwać kolejne rodzaje tej broni jak np. szabla ormiańska, szabla husarska, karabela, i inne. Drugi etap świetności szabli w Polsce przypadł na okres dwudziestolecia międzywojennego za sprawą masowej produkcji szabel wojskowych (np. szabla wz. 34). Po II wojnie światowej opracowywano w Polsce już tylko szable paradne jak np. szabla wz. 1971 z okresu PRL.
Według Włodzimierza Kwaśniewicza, „pojęcie szabli polskiej, jako broni odrębnej od innych form szabel”, pojawiło się w literaturze polskiej w okresie dwudziestolecia wojennego, gdy zostało zdefiniowane przez ówczesnych bronioznawców. W źródłach polskich występowało jednak wcześniej, np. pojęcia takiego użył w XVIII w. Jędrzej Kitowicz.

## Historia
W Polsce szabla przed XVI wiekiem była używana sporadycznie, częściej jako broń plebejska, niż szlachecka. Zaczęła zastępować używany w Polsce miecz dopiero od końca XV wieku. Decydującymi czynnikami były:
- zagrożenie ze strony używających (ze znaczną skutecznością) szabel Tatarów i Turków od południowych i wschodnich granic;
- bliższe kontakty z Litwą i Rusią, gdzie szabla stanowiła już znaczący składnik uzbrojenia od XV wieku;
- kontakty polsko-węgierskie (zwłaszcza po wyborze Ludwika Andegaweńskiego na tron polski), dzięki którym do Polski dotarły duże ilości orientalnego wyposażenia zdobytego podczas wojen z Turkami;
- rozwój broni palnej, wypierającej ciężko opancerzone i niezbyt mobilne rycerstwo - przeciwko któremu szabla, jako broń przeznaczona głównie do zadawania cięć, była mało skuteczna;
- zmiany w europejskiej sztuce wojennej, coraz częściej angażującej oprócz rycerstwa także formacje pieszych i konnych najemników, posługujących się odmiennymi od rycerstwa typami broni.

Osobną sprawą był coraz bardziej nasilający się wpływ kultury orientalnej na szlachecką sztukę, obyczajowość i ideologię. Na dworach szlacheckich pojawiły się wschodnie kobierce, uzbrojenie ochronne, łuki z sajdakami – i szable, często zdobyczne, tureckie lub perskie.
Najstarszy typ szabli polskiej, pojawił się w okresie Rzeczypospolitej Obojga Narodów za panowania Stefana Batorego (II połowa XVI w.). Następnie popularność zaczęły zyskiwać kolejne rodzaje tej broni jak np. szabla ormiańska, szabla husarska, karabela, i inne. Drugi etap świetności szabli w Polsce przypadł na okres dwudziestolecia międzywojennego za sprawą masowej produkcji szabel wojskowych (np. szabla wz. 34). Po II wojnie światowej opracowywano w Polsce już tylko szable paradne jak np. szabla wz. 1971 z okresu PRL.

## Szabla w kulturze polskiej
W kulturze polskiej szabla ma znaczenie wykraczające poza bycie zwykłym orężem. Stała się symbolem polskości i polskiej szlachty.
Kult szabli jako jedynej broni godnej polskiego szlachcica stał się na tyle silny, że aż do XIX wieku szabla była uważana za symbol sarmatyzmu, tradycji i starożytnego pochodzenia szlachty polskiej.

## Typologia szabli na ziemiach polskich

### Szabla węgiersko-polska

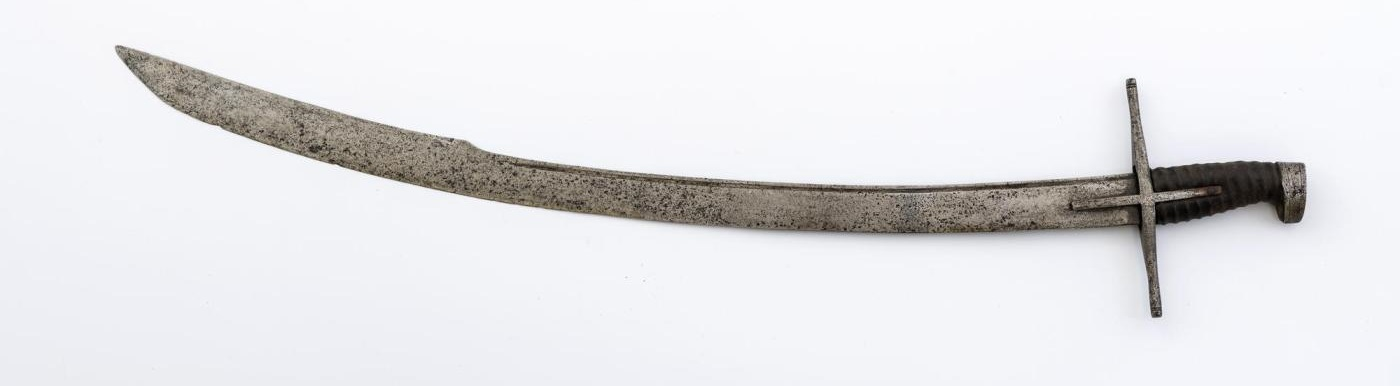
Szabla węgiersko-polska, XVI/XVII wiek. Muzeum Ziem Wschodnich Dawnej Rzeczypospolitej

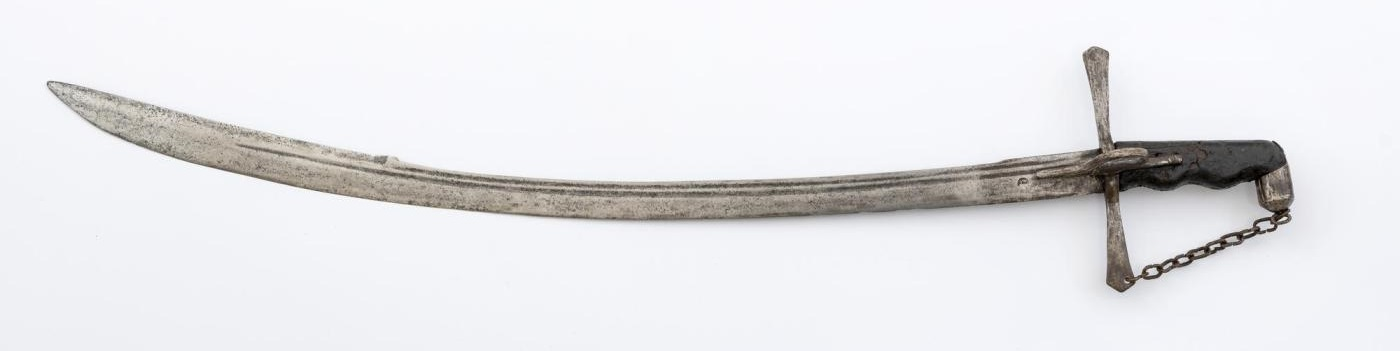
Szabla węgiersko-polska (kozacka), XVII wiek

Najstarszy typ szabli polskiej, wszedł do użycia za panowania Stefana Batorego w XVI wieku. Charakteryzuje się otwartą rękojeścią, dużym krzyżowym jelcem i ciężką głownią o minimalnej krzywiźnie. W niektórych egzemplarzach dłoń osłaniał łańcuszek poprowadzony od jelca do podstawy rękojeści, osłoniętej tzw. kapturkiem lub głowicą. Szable te były używane wyłącznie jak broń bojowa, stąd ich prostota i brak zdobień. Szable były sporadycznie zdobione wizerunkiem króla, stąd też czasami są określane mianem batorówek.

### Szabla ormiańska

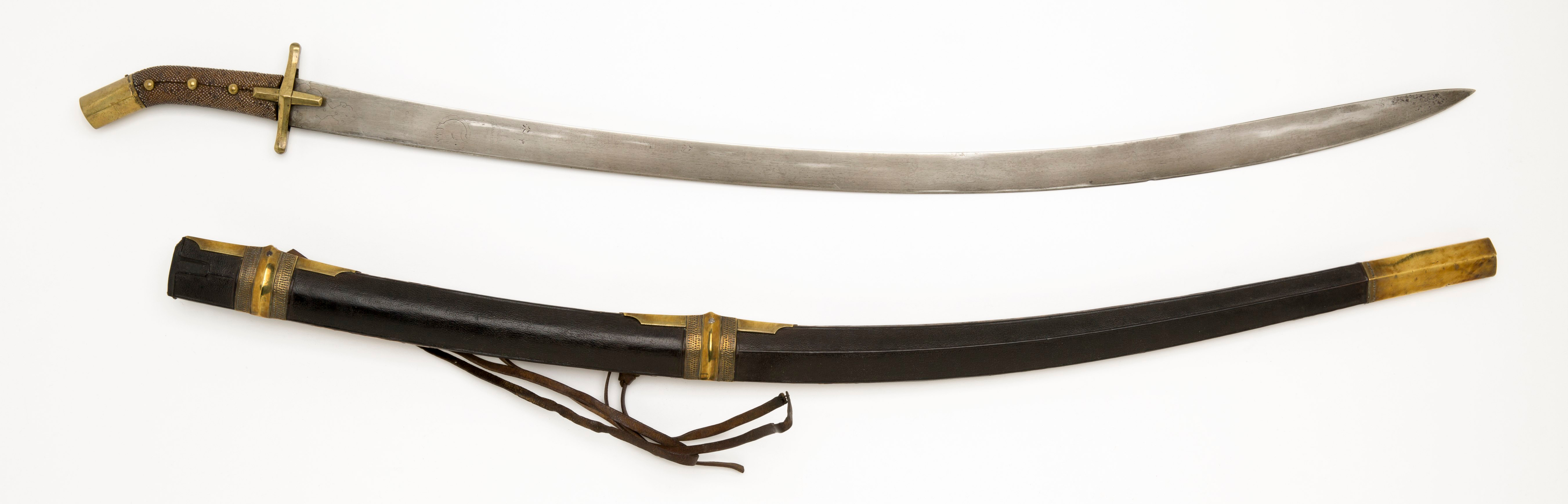
Szabla ormiańska (czeczuga), XVII wiek

Typ tych szabel pojawił się w drugiej połowie XVII i pierwszej połowie XVIII wieku. Pod wspólną nazwą można wyróżnić następujące typy:
- Czeczugi – niewielki jelec w kształcie krzyża, zdobiona rękojeść otwarta zakończoną długim, charakterystycznie wygiętym pod kątem ok. 45-60 stopni kapturkiem.
- Smyczki – różniące się od czeczug bardzo wąskim, niemalże koncerzowym sztychem i niewielką krzywizną ostrza[4].
- Ordynki – cięższa głownia, masywny jelec, rękojeść wygięta jak w czeczugach, z mniejszą liczbą zdobień. Ordynki stanowiły bojowe wyposażenie jazdy na przełomie XVII i XVIII w.
- Karabele ormiańskie – bogato zdobione, o ramionach jelca prostych lub wygiętych od rękojeści, z wygięciem rękojeści krótszym, lecz bardziej prostopadłym. Jako oręż bojowy były używane sporadycznie, częściej służyły jako element paradnego stroju szlacheckiego do XVIII wieku.

### Szabla husarska

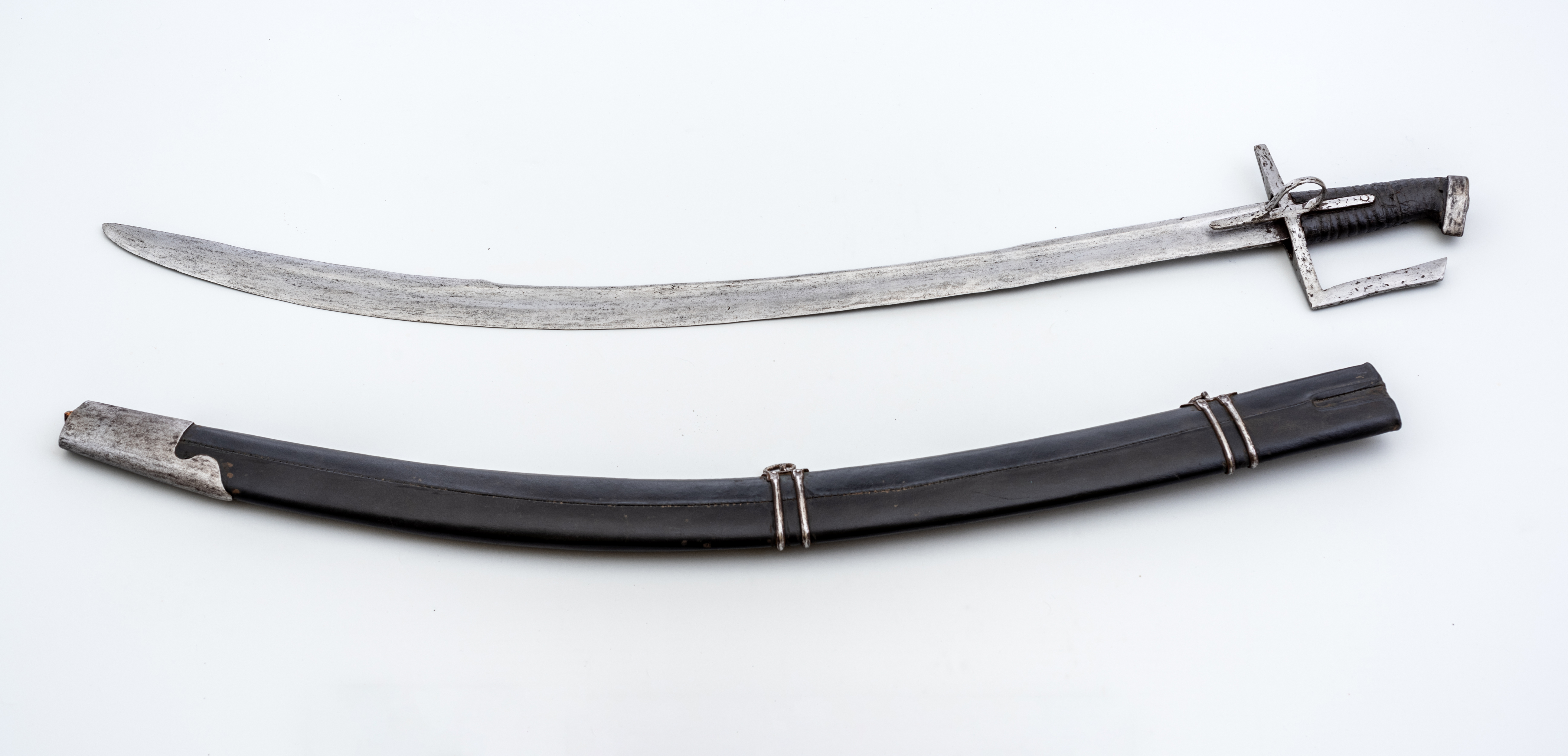
Szabla husarska, XVII wiek

Około 1630 roku pojawia się nowy typ szabel, broń ciężkiej jazdy. Szabla husarska, zwana także szablą czarną, była lekko wygięta, idealna do zadawania cięć z konia, z zamkniętą pojedynczym kabłąkiem rękojeścią. Jelec prosty z lekko rozkutym tylnym ramieniem, długimi wąsami odchodzącymi równolegle wzdłuż głowni. Do jelca przymocowany był tzw. paluch, czyli pierścień obejmujący kciuk, znacznie ułatwiający operowanie szablą i zabezpieczający dłoń przed ostrzem przeciwnika ześlizgującym się po zastawie.
Typowa głownia szabli husarskiej była długa na 85 cm, z lekko zaznaczonym piórem (17 cm), szeroka na 3,5–3,7 cm. Układ konstrukcyjny szabli stawia ją w rzędzie najlepszych szabel kawaleryjskich na świecie, co zaowocowało jej bojowym wykorzystaniem aż do końca XVIII w., czyli do końca szlacheckiej Rzeczypospolitej. Pojedyncze egzemplarze tej broni były używane bojowo nawet w XIX wieku. Układ konstrukcyjny szabli pozwalał na jednakowo precyzyjne i silne wykonanie wszystkich podstawowych cięć, co jest nieosiągalne przy innych typach broni białej. Poszczególne egzemplarze były oprawiane „do ręki” konkretnego użytkownika i optymalizowane do wyprowadzania uderzeń z nadgarstka. Wprowadzona na uzbrojenie Wojska Polskiego szabla wz.34 była częściowo wzorowana na szabli czarnej.

### Karabela

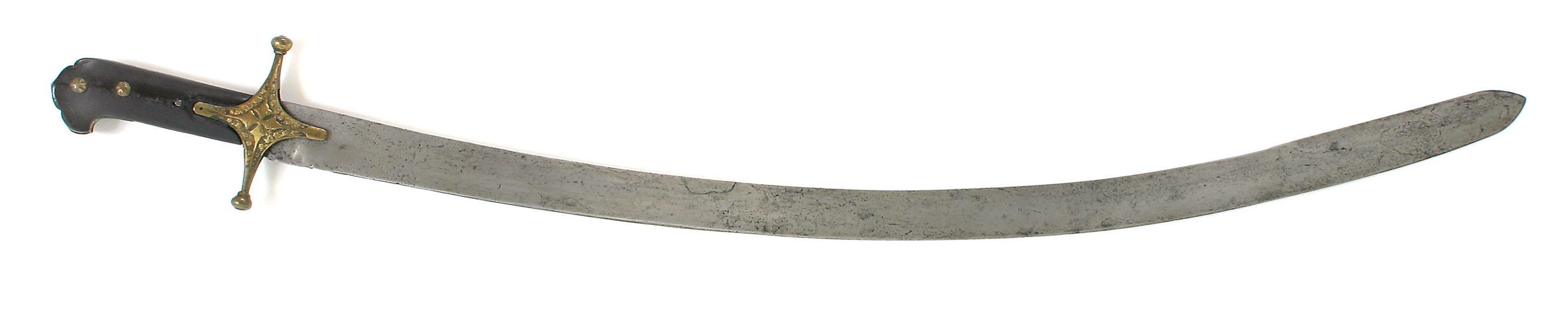
Karabela, XVII wiek

Szabla ta należy do najsławniejszych typów polskiej białej broni, pomimo stosunkowo późnego wejścia do powszechnego użytku – dopiero od lat 70 XVII wieku. Pochodzenie tej szabli jest niejasne, zarówno co do jej budowy, jak i nazwy. Przyjmuje się różne wersje, np. od wł. cara (drogocenna) bella (piękna) czy też nazwiska polskiego szlachcica Karabeli, który podobno pierwszy wprowadził lekką, ozdobną szablę jako uzupełnienie paradnego stroju dworskiego.
Pochodzenie karabeli wiązane jest z tureckimi szablami o końcu rękojeści stylizowanym na głowę orła lub sokoła. Do Polski te szable trafiały głównie jako broń zdobyta na spahisach i janczarach. Podobne szable spotykane były też w kręgu kultury ormiańskiej.
Karabela występowała w dwóch odmianach – jako bogato zdobiona szabla paradna oraz jako karabela bojowa, używana dopiero w czasach Jana III Sobieskiego. Różnica pomiędzy tymi dwoma podtypami sprowadzała się praktycznie do rękojeści, natomiast głownie pozostawały te same. Wraz z pojawieniem się mody na karabele reprezentacyjne, bojowe głownie dostawały ozdobne pochwy i rękojeści (często wykonywane z kamieni półszlachetnych czy kości słoniowej). W razie „potrzeby wojennej” usuwano mniej wytrzymałe, bogate okładziny, zastępując je trzonem z nacinanego hebanu, dębu czy rogu.
Rękojeść zarówno karabeli reprezentacyjnej, jak i bojowej była ujmowana w taki sposób, że stanowiła przedłużenie przedramienia. Ukształtowanie trzonu pozwalało na położenie kciuka na grzbiecie rękojeści, a głowica w kształcie ptasiego, zagiętego dziobu zabezpieczała przed wyślizgnięciem z ręki. Uniemożliwiały to także okładziny zwężające się w kierunku jelca – czyli odwrotnie niż w poprzednich typach szabel.
W dzisiejszych zbiorach pozostało stosunkowo dużo karabel – głównie ozdobnych. Wynika to z prostego faktu, że broń paradna nie ulegała poważniejszym zniszczeniom, a także przekazywane były z pokolenia na pokolenie jako najcenniejsze pamiątki. Często też starsze, bojowe (i wytrzymałe) szable przerabiano na popularne i modne karabele.

### Kościuszkówka

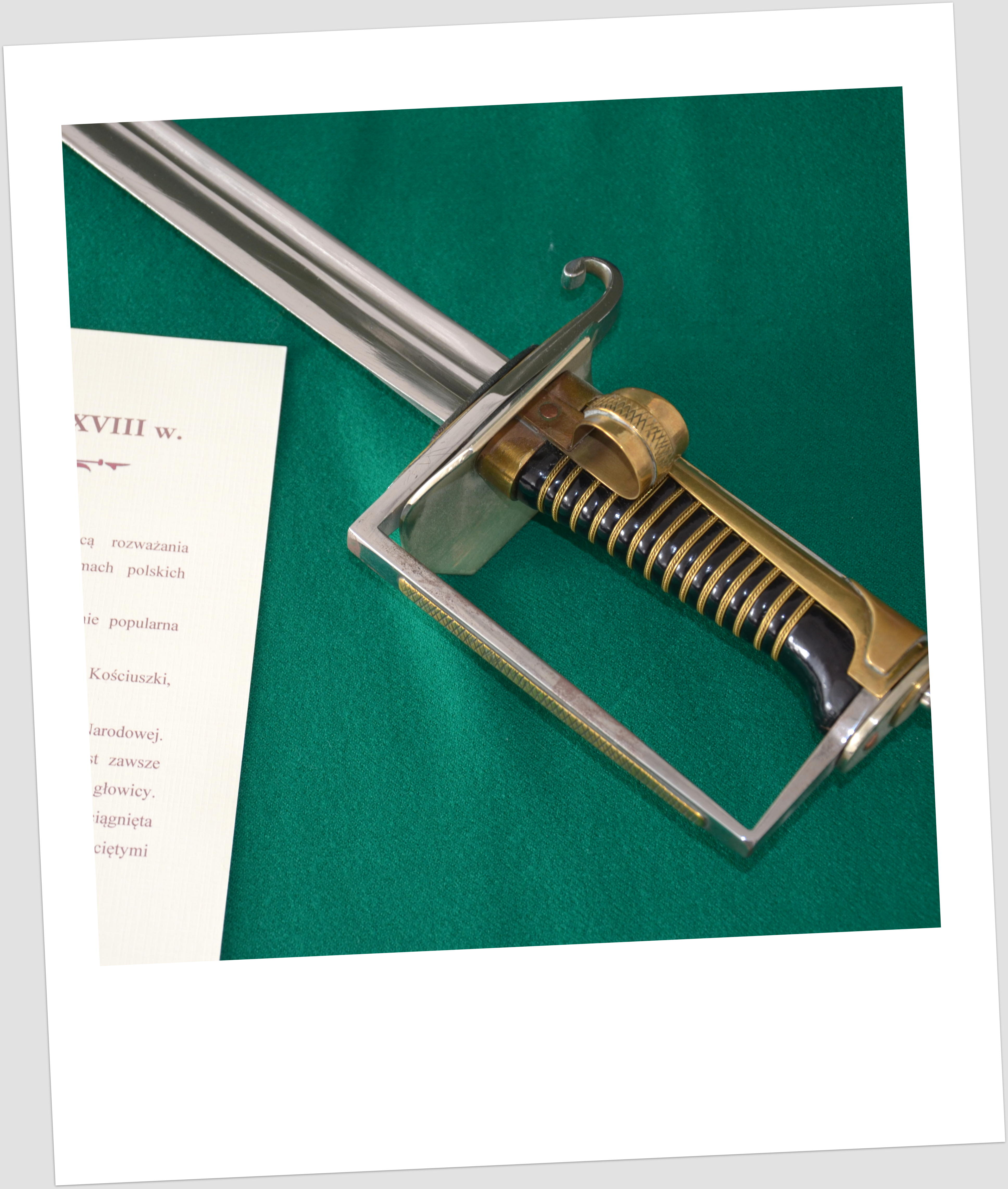
Replika kościuszkówki

Szabla ta posiada zamkniętą rękojeść, z kabłąkiem dwukrotnie załamanym pod kątem prostym. Jelec w formie lekko wygiętej tarczki o owalnym lub prostokątnym kształcie stanowi wraz z kabłąkiem jednolitą odkuwkę stalową. Do połowy XVIII wieku kościuszkówki były wyposażane w paluch, który jednak uległ zanikowi. Rękojeść gładka, później obciągana skórą z poziomymi nacięciami.
Głownie kościuszkówek były różnego pochodzenia, stąd można spotkać egzemplarze o różnych długościach, krzywiznach i innych parametrach.
Mimo że jest to szabla charakterystyczna dla insurekcji kościuszkowskiej, to egzemplarze tego typu pojawiały się już znacznie wcześniej. Kościuszkówka swoją nazwę zawdzięcza jednak faktowi, że była powszechnie używana dopiero w okresie powstania. Także na wielu obrazach Tadeusz Kościuszko jest uzbrojony w ten typ szabli.

### Batorówki, zygmuntówki, janówki, augustówki
Szable te nie stanowią osobnych typów, jeżeli zastosuje się klasyfikację według rękojeści. Nie wyróżniają się bowiem określonymi formami konstrukcji, lecz jedynie charakterystyczną ornamentacją głowni. Często też głownie tych szabel były przekładane do nowszych rękojeści, zatem można spotkać np. zygmuntówki w formie karabel czy kościuszkówek.
Batorówki to najstarsze szable zdobione wizerunkami króla oraz inskrypcjami, w tym wypadku wizerunkiem Stefana Batorego oraz napisem „STEFANUS BATORI REX POLONIAE” (Stefan Batory król Polski). Nie oznacza to jednak, że szable te należały do samego króla (na szablach należących do władcy nie występują tego typu zdobienia). Podczas życia monarchy noszenie broni z jego imieniem podkreślało oddanie i wierność poddanych. Po śmierci Batorego, batorówki noszono jako znak pamięci po władcy. Batorówki wykończone czarną skórą nosili pod koniec XVI stronnicy Jana Zamoyskiego zwani zamojczykami (bądź popularystami), jednocześnie nawiązując do śmierci monarchy. W tym okresie często obok wizerunku króla dodawane były daty ważnych wydarzeń z jego życia. Większość batorówek powstała już po śmierci Stefana Batorego. Szabla bardzo zbliżona budową do miecza, szczególnie jej pierwsze wersje. Głownia słabo wygięta, jelec prosty, rękojeść otwarta.
Zygmuntówki to szable wywodzące swoją nazwę od osoby Zygmunta III Wazy. Mają one wytrawiony i nabijany złotem portret monarchy i zwykle łaciński napis – monogram, imię króla lub pamiątkową sentencję najczęściej „SIGIMUNDUS III REX POLONIAE” (Zygmunt III król Polski). Zygmuntówki nie posiadały charakterystycznych cech głowni – często różniły się krzywizną lub szerokością głowni.
Janówki pojawiły się w czasach panowania Jana III Sobieskiego (1674-1696), jako hołd złożony jego militarnym sukcesom. Były chętnie używane zwłaszcza po wiktorii wiedeńskiej, a nawet po śmierci monarchy, dowodząc wielkiego szacunku dla jego pamięci. Janówki ze swoją bogatą ornamentyką, zdobieniami w orientalnym stylu były pięknymi szablami, pełniącymi funkcję pamiątek narodowych i militarnych. Niestety, do dzisiejszych czasów zachowało się ich niewiele (w porównaniu np. z batorówkami).
Najcharakterystyczniejsze napisy na głowniach Janówek:
- „Traktat chocimski zawarłam”
- „Dextra Joannis vicit apud Viennam” (prawica Jana zwyciężyła pod Wiedniem)
- „Nie małej ja pod Wiedniem dokonała sztuki, będą mnie Jabłonowskich pamiętać prawnuki”
- „Za Jana III króla potężnego w Staszowem zrobiona na harc z Tatarami, tum we krwi okrzczona pod Wiednia murami roku Pańskiego 1682”
- „Brałam w niewola caru znanam przy Byczynie”, a na drugiej stronie „W Szwecyi y pod Widniem wolny Polak słinie” egzemplarz z Muzeum Narodowego w Krakowie

Augustówki są ostatnią grupą szabel z charakterystycznymi zdobieniami głowni. Posiadały liczne napisy okolicznościowe na klingach, ornamenty roślinne, portrety Stanisława Poniatowskiego, symbole korony i berła były umieszczane na obu stronach głowni techniką trawienia lub rytowania. Wśród nich można wyróżnić m.in. szable pamiątkowe Konstytucji 3 Maja. Szable te mają szczególne znaczenie, ponieważ powstawały w przełomowym dla Polski momencie. Broń ta zaczęła wówczas zatracać funkcję określającą przynależność stanową (najpierw plebejską, później szlachecką) na rzecz przynależności narodowej. W zbliżających się czasach upadku Państwa Polskiego i powstań szable znów stały się orężem bojowym.

### Szabla wz. 1917
Była to pierwsza regulaminowa szabla Wojska Polskiego II Rzeczpospolitej po odzyskaniu niepodległości. Uregulowana była jednak jedynie rękojeść tej szabli, gdyż z powodów finansowych nowo odzyskanego kraju nie było środków na produkcję wystarczającej ilości głowni, używano więc w większości głowni z szabel zaborców - austrowęgierskich, rosyjskich, i niemieckich.

### Szabla wz. 1921
Szabla wz. 1921 oraz po poprawkach wz. 1921/22 zostały wprowadzone by poprawić wiele problemów szabli poprzedniej, posiadała np. już produkowaną w Polsce dokładnie uregulowaną głownię, posiadała prostszy i lżejszy jelec, itd.
Szabla ta pomimo utworzenia szabli wz. 34 była produkowana aż do wybuchu 2 wojny światowej, ponieważ szabla wz. 34 nie posiadała modelu oficerskiego, więc dla oficerów nadal była produkowana szabla wz. 1921/22.

### Szabla wz. 34

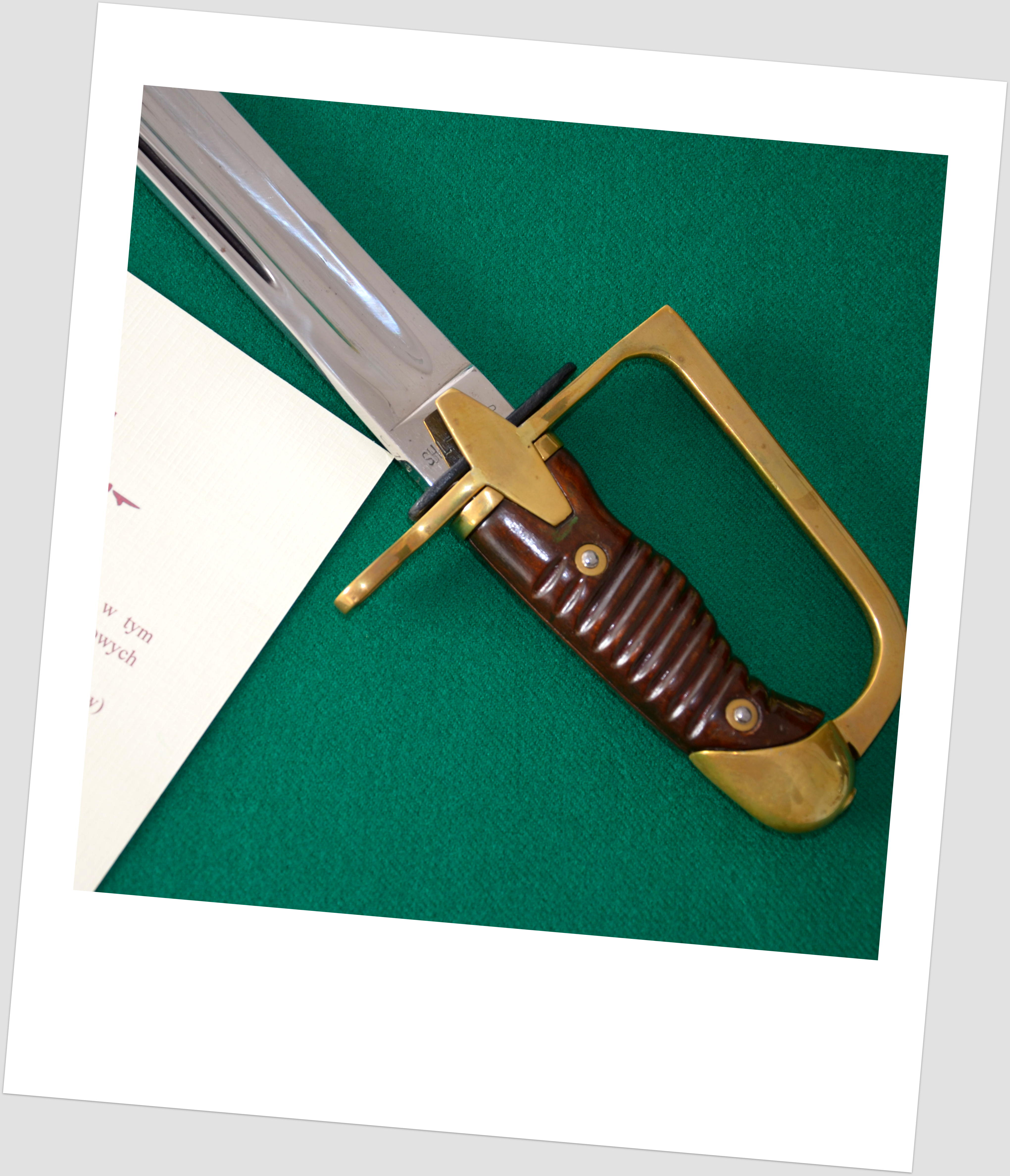
Replika szabli wz. 34

Po odzyskaniu niepodległości w 1918 roku, polska kawaleria używała szabli różnych wzorów po byłych zaborcach oraz francuskich. Kilka polskich wytwórni podjęło wówczas produkcję szabel (Fabryka Borowskiego, Fabryka „Perkun”), lecz nie była to produkcja na dużą skalę. W 1934 roku Instytut Techniczny Uzbrojenia w Warszawie opracował nowy wzór szabli bojowej dla polskiej kawalerii, którego produkcję powierzono Hucie Ludwików w Kielcach. Model ten oznaczono jako szabla wzór 34 (S. wz.34). Od rozpoczęcia produkcji w 1936 do wybuchu wojny w 1939 wyprodukowano ok. 40 tys. tych szabel w czterech seriach po 9999 egzemplarzy, o bardzo dobrych własnościach bojowych i dużej wytrzymałości. Miały one zamkniętą rękojeść; długość głowni od ostrza pióra do nasady – 82 cm.

### Szabla wz. 1971
Szabla paradna wz. 1971, znana także jako L000 lub Wifama, została wyprodukowana w liczbie jedynie 200 egzemplarzy. Powstała w Widzewskiej Fabryce Maszyn (stąd jedna z nazw), w której odnaleziono i przystosowano poniemieckie oprzyrządowanie do produkcji szabel.
Według opinii dużej liczby polskich znawców broni, szabla ta była „wstydliwym nieporozumieniem”, gdyż znacząco odbiegała od form polskiej broni siecznej.

### Szabla wz. 1976 WP
W 1975 roku na wniosek wicedyrektora Muzeum Wojska Polskiego, Aleksandra Czerwińskiego powołano komisję złożoną z historyków, bronioznawców i wojskowych, mającą za zadanie opracowanie nowego wzoru szabli paradnej. W pracach brali czynny udział miłośnicy i znawcy polskiej broni, jak Wojciech Zabłocki czy Ryszard Kuś. W efekcie powstał projekt nawiązujący formą do XVII-wiecznych szabel husarskich i przedwojennej szabli wz. 1934. Szabla została przyjęta jako broń paradna Wojska Polskiego.
Próbne egzemplarze zostały wykonane w warsztatach Muzeum Wojska Polskiego, gdzie też obecnie się znajdują. Produkcji szabel podjęła się ponownie łódzka Wifama.
16 października 1981roku generał broni Florian Siwicki w zastępstwie Ministra Obrony Narodowej wprowadził do użytku służbowego szablę wz. 1976 WP.
Funkcję centralnego organu zaopatrzenia w szable sprawowało Szefostwo Uzbrojenia i Elektroniki. Dotychczas używane szable oficerskie wojsk lądowych wz. 1921/1922 (L-000), bez względu na ich stan techniczny, podlegały wycofaniu do składnic centralnych.
Każda szabla produkowana przez firmę Z.M. Wifama (obecnie P.I.W. Wifama-Prexer Sp. z o.o.) jest sygnowana oraz numerowana na klindze (pod jelcem), jak również na ostrodze pochwy.
W 1990 roku z Wifamy wyszła nowa seria głowni, z wypukło trawionym rysunkiem orła w koronie. W 2008 roku. w szabli wz. 76WP wprowadzono istotne zmiany kształtu i zdobień.

### Szabla wz. 1934/2002
W 2002 roku opracowano, na potrzeby Szwadronu Kawalerii Wojska Polskiego, wzór szabli bojowej dla szeregowych i podoficerów tej jednostki. Wzór ten bazuje na wzorze wz34, szable wykonywane są w łódzkiej WIFAMie.